# Іоанн I (герцог Бургундії)
Іоанн I Безстрашний (28 травня 1371 — 10 вересня 1419) — герцог Бургундії (з 27 квітня 1404). Пфальцграф Бургундії (з 16 березня 1405). Граф Фландрії та Артуа (з 16 березня 1405). Син Філіппа II (герцога Бургундії) та його дружини Маргарити III (графині Фландрії).
Продовжив політику свого батька, консолідувавши бази Бургундської держави. Він не зміг зайняти місце свого батька в Королівській Раді, яка керувала Францією, під час душевної хвороби французького короля Карла VI. Це спонукало Іоанна на вбивство свого двоюрідного брата та суперника Людовика I Орлеанського. Вбивство брата короля, втягує Францію у громадську війну між арманьяками та бургундцями, які змагались за регентство. Цей конфлікт спонукає короля Англії Генріха V поновити Столітню війну, та скористатися можливістю заявити свої права на французький престол. В 1419 році, намагаючись примиритись з арманьяками, щоб відбити англійський наступ, був убитий на мосту Монтеро, за наказом спадкоємця французького престолу Карла. Смерть Іоанна спонукає його сина та наступника Філіппа перейти на сторону Англії.

## Біографія

### Молоді роки
Походив з молодшої гілки династії Валуа. Син Філіпа II, герцога Бургундії, та графині Маргарита III Фландрської. Отримав гарну освіту. Втім більше цікавився лицарськими турнірами та війнами. 1384 року батько надає Жанові титул граф Неверського. 1396 року вирушає у хрестовий похід на допомогу Сигізмунду I, королю Угорщини, проти османів. Втім 25 вересня 1396 року хрестоносці зазнають поразки під Нікополем. В багато в чому був винен Жан разом із іншими французами, які не чекаючи основні сили рушив на ворога й зрештою потрапив у засідку. Втім Жан хоробро бився, за що отримав прізвисько «Безстрашний». Філіп II Бургундський був вимушений заплатити 200 тисяч флоринів, щоб викупити сина у турецького полону. По поверненню додому Жан Безстрашний більш не цікавився походами й сумирно мешкав у своїх володіннях.

### Герцог Бургундії
Після смерті батька у 1404 році стає новим володарем бургундської держави. 1405 року передає Неверське графство молодшому братові Филипу. Того ж роки помирає Маргарита III Фландрська, й Жан I Бургундський вступає у спадок — стає графом Фландрії, Артуа, пфальцграфом Бургундії. Тоді ж від короля Карла VI отримує посаду намісника Пікардії. Невдовзі долучається до регентської ради при хворому королі.
Із самого початку виникає конфлікт Жана безстрашного з його кузеном Людовиком Орлеанським за вплив на державні справи. До конфлікту додалися особисті мотиви — герцог Бургундії підозрював Людовика в інтимному зв'язку із своєю дружиною. Все це призвело до змови, в результаті якої Людовика Орлеанського було вбито у 1407 року. За це Жана було виключено з регентської ради.
Після цього Жан I зосередив увагу на приборканні фламандських та брабантських міст. 1408 року повстав Льєж. Втім у битві при Оті Жан Безстрашний розбив повстанців й захопив Льєж.
Водночас Жан Бургундський вирішує повернути собі вплив у Франції, намагається виправдатися перед королем. 1409 року вдалося замирити Жана з його ворогами (Шартрський договір). Втім у 1413 році вступає у союз із цехами Парижу, а ще раніше, у 1411 році, таємно з англійцями (Генріхом Вельським). після початку нового етапу Столітньої війни останній став вимагати від Жана Безстрашного надати допомогу згідно з попередніми домовленостями. Втім той відмовився, боючись втратити популярність серед містян за підтримку Англії. Втім Жан I не надав своїх військ французькій армії у Битві при Азенкурі у 1415 році.
У 1417 році Жан Безстрашний укладає союз з королевою Ізабелою Баварською. 1418 року завдяки зраді Періне Леклерка захоплює Париж й страчує своїх ворогів арманьяків з табору дофіна Карла.
Навіть після цих успіхів становище Жана I було непевним. Він знову вирішає замиритися з дофіном Карлом. Зустріч відбувається у Монтеро-Фо-Іонн 10 вересня 1419 року, під час якої герцога Бургундії було вбито лицарем Танегі Дюшателем.

## Родина
Дружина —  Маргарита Баварська (1363—1423), донька Альбрехта I Віттельсбаха, герцога Баварії, графа Голландії, Зеландії, Ено.
Діти:
- Маргарита (1393—1441) — дружина Людовика, герцога Гієнського (1-й раз), Артур III, герцог Бретонський (2-й раз)
- Марія (1394—1463) — дружина Адольфа I, герцога Клевського
- Філіпп (1396—1467) — герцог Бургундії у 1419—1467 роках
- Катерина (1400—1414) — дружина Людовика III Анжуйського
- Іоанна (1401—1412);
- Ізабела (1403—1412)
- Анна (1404—1432) — дружина Джона Ланкастера, герцога Бедфорд
- Агнеса (1407—1476) — дружина Карла I, герцога Бурбонського.

Коханка —  Маргарита Боселен
Діти:
- Гі (д/н—1436)
- Антуан (?—?) — лицар ордена госпітальєрів
- Філіпп

Коханка — Агнеса Круа:
Діти:
- Іоанн (д/н—1480) — єпископ Камбре